# Afrixalus leucostictus
Afrixalus leucostictus е вид земноводно от семейство Hyperoliidae. Видът е незастрашен от изчезване.

## Разпространение
Разпространен е в Демократична република Конго.